# Zwalm
Zwalm là một đô thị trong vùng Flanders, tỉnh Oost-Vlaanderen, ở Bỉ. Đô thị này bao gồm các thị xã Beerlegem, Dikkele, Hermelgem, Hundelgem, Meilegem, Munkzwalm, Nederzwalm, Paulatem, Roborst, Rozebeke, Sint-Blasius-Boekel, Sint-Denijs-Boekel và Sint-Maria-Latem. Tại thời điểm ngày 1 tháng 1 năm  2006 Zwalm có tổng dân số 7.765 người. Tổng diện tích là 33,82 km² với mật độ dân số là 230 người trên mỗi km².